# واشکن
واشکن، روستایی است از توابع بخش کجور شهرستان نوشهر در استان مازندران ایران.

## جمعیت
این روستا در دهستان توابع کجور قرار دارد و براساس سرشماری مرکز آمار ایران در سال۱۳۹۵، جمعیت آن ۱۴ نفر (۷ خانوار) بوده‌است که نسبت به سرشماری سال ۱۳۹۰ کاهش ۷۰٪ داشته‌است. مردم واشکن از قومیت طبری هستند. مردم واشکن به زبان طبری با گویش کجوری سخن می‌گویند.